# Павел (Моравский)
Митрополит Па́вел Моравский (ум. 5 (15) ноября 1686, Рязань) — епископ Русской православной церкви, митрополит Рязанский и Муромский (1681—1686), архиепископ Суздальский и Юрьевский (1681), архиепископ Коломенский и Каширский (1676—1681).

## Биография
До 1672 был игуменом Крестомаровской пустыни, а в 1672 году назначен архимандритом Желтоводского монастыря Нижегородской епархии, где пробыл до 1675 года.
2 апреля 1676 года хиротонисан во епископа Коломенского и Каширского с возведением в сан архиепископа.
6 сентября 1681 года переведён в епархию Суздальскую и Юрьевскую с сохранением сана архиепископа.
В ноябре того же года возведён в сан митрополита Рязанского и Муромского.
Вскоре по занятии митрополичьей кафедры Написал грамоту к архимандриту Богословского монастыря Иосифу и келарю Солотчинского монастыря Пахомию. Поводом написания этой грамоты послужило то, что при объездах епархии Павлом было замечено много нарушений церковных правил и обрядов, установленных «новоизданными Московского государства печатными книгами и соборным чиновником, иже учинен в 1683 году». Не находя в себе одном достаточно сил для утверждения веры в пастве, «не могуще», как говорит грамота, «вся грады и веси нашея епархия за множество устноглаголательне научити», Павел обращается к лицам, доверенным и известным преданностью церкви с целью привлечь их к содействию в исправлении того, что «за неведением или невежством в седьми тайнах церковных обрящется деемое не по преданию и уставу церковному». Далее он излагает «ошибки и заблуждения в церковных обрядах», которые были распространены в Рязанской области. Грамота 1683 года осталась единственным образцом богословской и проповеднической деятельности Павла; она даёт ясное понятие как об этой деятельности, так и о самом митрополите, изображая его знатоком церковных правил, хорошим начётчиком Священного Писания и человеком, понимающим нужды области. Эту характеристику можно дополнить сведениями, почерпнутыми из других источников; из них видно, что Павел был хорошим оратором, что говорил проповеди обыкновенно без книги, как это было принято, — «яко всем дивитися его ученью».
В 1682 году по указу царя и благословению патриарха в Рязани начинаются подготовительные работы к возведению нового кафедрального Успенского собора. Митрополит Павел возглавил начатое дело.
В этом же году из Рязанской епархии были образованы еще две: Тамбовская и Воронежская. Рязанская домовая казна выделила в новые епархии священные одежды, священные сосуды, книги и деньги.
В Рязани при митрополите Павле был построен Симеоновский монастырь для странноприимства.
Скончался 5 (15) ноября 1686 года в Рязани.